# Hauptstraße C15
Die Hauptstraße C15 (auch M33) im Osten Namibias zweigt bei Dordabis von der Hauptstraße C23 ab und führt in südöstlicher Richtung über Stampriet, Gochas, Eindpaal und Tweerrivier an die Grenze zu Südafrika bei Mata-Mata sowie zum Kgalagadi-Transfrontier-Nationalpark.
Die Asphaltierung der Straße von Stampriet nach Mata Mata ist seit 2020 geplant.